# Star Wars: Episod II – Klonerna anfaller
Star Wars: Episod II – Klonerna anfaller (engelska: Star Wars: Episode II - Attack of the Clones) är en amerikansk science fiction-film som hade biopremiär i USA den 16 maj 2002, regisserad av George Lucas och skriven av Lucas och Jonathan Hales. Det är den femte filmen i Star Wars-sagan och den andra filmen i kronologisk ordning. Den är 142 minuter lång.
Filmen utspelar sig 10 år efter händelserna i Star Wars: Episod I – Det mörka hotet, när galaxen är på väg mot inbördeskrig. Under ledning av en överlöpande Jedi vid namn Greve Dooku, hotar tusentals solsystem att utträda ur den Galaktiska republiken. När senatorn Padmé Amidala, före detta drottning av Naboo, utsätts för ett mordförsök, anlitas den 20-åriga Jedilärlingen Anakin Skywalker för att skydda henne, medan hans mentor Obi-Wan Kenobi anlitas för att undersöka mordförsöket. Det dröjer inte länge förrän Anakin, Padmé och Obi-Wan dras in i hjärtat av de separatistiska områdena och början på ett nytt hot mot galaxen, Klonkriget.
Filmen var den första långfilmen att helt spelas in med hjälp av en högupplöst digitalkamera. Som sin föregångare, mottog filmen blandad till positiv kritik från kritiker, men var en finansiell succé. Den blev nominerad för Bästa visuella effekter vid Oscarsgalan 2003. En uppföljare, Star Wars: Episod III – Mörkrets hämnd släpptes 2005.

## Handling
Den Galaktiska republiken är i kaos, efter invasionen av Naboo tio år tidigare, och Greve Dooku (Christopher Lee) har nu organiserat en separatistisk rörelse mot Republiken, i hopp om att skapa en armé för att hjälpa Jediriddarna, får senatorn Padmé Amidala att återvända till Coruscant för att rösta. Vid sin ankomst lyckas hon undkomma ett mordförsök. Överkansler Palpatine anlitar Obi-Wan Kenobi och hans lärling Anakin Skywalker (Hayden Christensen) för att skydda henne. Obi-Wan och Anakin tar fast lönnmördaren under ett annat mordförsök. Lönnmördaren blir dock dödad av sin uppdragsgivare, som använder sig av en giftpil tillverkad på planeten Kamino. När de återvänder till Jeditemplet, får Obi-Wan i uppdrag att undersöka uppdragsgivarens identitet, medan Anakin får i uppdrag att eskortera och följa med Padmé till hennes hemplanet Naboo. Anakin njuter av tillfället att få vara tillsammans med henne, och de blir förälskade. När Obi-Wan undersöker den avlägsna havsplaneten Kamino, upptäcker han att den har blivit raderad från Jediarkivets navigationskarta. Yoda avslöjar att en sådan sak endast kunnat göras av en Jedi, vilket tyder på att en konspiration är på gång.
Obi-Wan åker till Kamino, där han upptäcker att en armé av klonsoldater i hemlighet produceras för republiken, användande en prisjägare vid namn Jango Fett som sin genetiska mall. Efter att ha upptäckt att Jango är uppdragsgivaren, spårar Obi-Wan Jango och hans son Boba (Daniel Logan) till Geonosis, en ökenplanet använd för att skapa droider. Under tiden besväras Anakin av föraningar om sin mor Shmi i smärta. Trots Obi-Wans order om att stanna kvar på Naboo, övertalar Anakin Padmé att följa med honom till Tatooine. Efter att Anakin hittat Shmi torterad till döds av en grupp Sandfolk, brister det för Anakin som dödar hela stammen innan han begraver sin mor.
Efter att ha fått reda på att Greve Dooku auktoriserade mordförsöket på Padmé och att separatisterna framkallar en ny droidarmé, vidarebefordrar Obi-Wan informationen till Anakin via hologram, som skickar det till Jedirådet. Obi-Wan fångas dock av Dooku i mitten av transmissionen; han avslöjar även för Obi-Wan att Republiken kontrolleras av Darth Sidious. Medan Anakin och Padmé är på väg mot Geonosis för att rädda Obi-Wan, beviljas överkansler Palpatine undantagstillstånd för att organisera klonarmén och skicka ut den i krig. Strax efter att ha anlänt till Geonosis, fångas Anakin och Padmé och döms till avrättning tillsammans med Obi-Wan. Anakin och Padmé bekänner sin kärlek för varandra, och Anakin, Padmé och Obi-Wan får kämpa mot gigantiska bestar. Mace Windu (Samuel L. Jackson) och en trupp Jediriddare anländer dock och leder ett starkt försvar mot bestarna och separatisterna. Windu dödar på egen hand Jango i en kort strid. Till slut anländer Yoda med klonarmén och räddar de överlevande.
Samtidigt som en stor strid utbryter mellan republikens klonarmé och separatisternas droidstyrkor, möter Obi-Wan och Anakin Greve Dooku i en ljussabelduell. Dooku besegrar Obi-Wan och hugger av Anakins högra arm, vilket avväpnar honom, men Yoda tar sig an Dooku. Dooku lyckas dock fly till Coruscant, tillsammans med planerna för att skapa det ultimata vapnet (Dödsstjärnan) och välkomnas i en hangar av Darth Sidious, som hävdar att allting går enligt planerna. Jediriddarna är osäkra på vad som kommer att hända med Republiken, nu när Klonkriget börjat. Medan Palpatine övervakar ett flertal klontrupper, gifter sig Anakin, som utrustats med en artificiell arm, och Padmé på Naboo, med C-3PO och R2-D2 som vittnen.

## Roller
- Hayden Christensen som Anakin Skywalker: Obi-Wans begåvade lärling. Han tros vara "den utvalde" som enligt Jediprofetian ska bringa balans till Kraften. Under de tio åren som gått sedan  Det mörka hotet, har han blivit kraftfull men arrogant, och tror att Obi-Wan håller tillbaka honom.
- Ewan McGregor som Obi-Wan Kenobi: En Jedimästare och mentor till sin lärling, Anakin Skywalker, som undersöker mordförsöket på Padmé vilket leder honom till upptäckten av Klonarmén.
- Natalie Portman som Senator Padmé Amidala: Före detta drottning av Naboo, som nyligen valts till planetens senator.
- Ian McDiarmid som Överkansler Palpatine: En före detta Galaktisk senator från Naboo, som tilldelas undantagstillstånd när Klonkriget bryter ut.
- Christopher Lee som Greve Dooku: En tidigare Jedimäster som nu är ledare för den separatistiska rörelsen som Darth Tyranus, och en misstänkt i Obi-Wans undersökning.
- Samuel L. Jackson som Mace Windu: En Jedimästare och medlem i Jedirådet, som varsamt håller ett öga på den Galaktiska senatens politiker.
- Temuera Morrison som Jango Fett: En prisjägare som gav sitt DNA för att användas av kloningsanläggningarna på Kamino för att skapa klonarmén. Utöver sin lön, begärde han en oförändrad klon åt sig själv för att ta som sin son – Boba Fett.
- Frank Oz som rösten till Yoda: Jediernas stormästare av okänd art. Förutom att sitta i Jedirådet, är Yoda instruktör för de unga Jedilärlingarna.
- Anthony Daniels som C-3PO: En protokolldroid för Lars hemmanet.
- Kenny Baker som R2-D2: En astrodroid, som ofta syns på uppdrag med Anakin och Obi-Wan.
- Daniel Logan som Boba Fett: Jango Fetts klon och adopterade son, som är skapad från sin "fars" DNA.
- Leeanna Walsman som Zam Wesell: En prisjägare och Jango Fetts partner, som får i uppdrag att lönnmörda Padmé. Även om hennes utseende är mänskligt, är hon en formskiftare.
- Silas Carson som Nute Gunray och Ki-Adi-Mundi: Gunray är Handelsfederationens vicekung, som försöker lönnmörda Padmé som hämnd för hans förlust mot hennes folk på Naboo. Ki-Adi-Mundi är en Jedimästare och medlem i Jedirådet.
- Ahmed Best som Jar Jar Binks: En Gungan som Padmé utser som representant för Naboo.

## Om filmen
- Filmen hade svensk premiär 16 maj 2002 på biograferna Rigoletto och Rival i Stockholm.[2]

- Skådespelare som var påtänkta för rollen som Anakin Skywalker innefattar: Ryan Phillippe, Paul Walker, Colin Hanks och Alexander Skarsgård. Rollen gick slutligen till Hayden Christensen för att han och Natalie Portman såg bra ut tillsammans.

- Scenerna som föreställer bröllopet mellan Anakin och Padmé spelades in i Villa del Balbianello vid Comjsjöns strand i Italien, medan scenerna som föreställer staden Theed på Naboo spelades in utanför Palaçio Españols i Sevilla i Spanien.[3]

## Mottagande
Svenska recensenter gav filmen en gott omdöme. Bland annat gav Aftonbladets recensent Jens Peterson filmen fyra plus av fem möjliga i betyg. Men i USA fick filmen ett mer negativt omdöme.